# Chundana phaeospila
Chundana phaeospila är en fjärilsart som beskrevs av Turner 1914. Chundana phaeospila ingår i släktet Chundana och familjen Uraniidae. Inga underarter finns listade i Catalogue of Life.